# 抗日軍政大学
抗日軍政大学（こうにちぐんせいだいがく）とは、中華民国（現在の中華人民共和国）の延安市に存在した教育機関。正式名は中国人民軍事政治大学。略称は抗大。

## 概要
毛沢東指導の下、党幹部、革命戦力を育成することを目的として1936年に中国共産党によって設立された。大学の校風や教育方針も毛沢東によって定められ、毛沢東、周恩来などの中国共産党の幹部が自ら講義を行うこともあった。入学する学生の職業は労働者から知識人と様々であり、年齢層も13・14歳の少年から50歳以上の年配層と様々であった。校舎や物資は不足しており、学生は校庭で学ぶことになるなど厳しい環境で勉学に励んでいた。エドガー・スノーはこの大学の辛苦の中で学ぶ姿勢を賞賛し、「このような高等学府は、たぶん全世界でここだけであろう」と語っていた。卒業生は民族解放闘争での主力となり、中華人民共和国建国以降は幹部として中堅的な役割を果たした。後にこの学校の分校が各地にでき、現在の中国の教育機関の前身となった分校も存在する。

## 歴史
前身は中国人民抗日紅軍大学であり、1937年1月に中国人民軍事政治大学に改名された。
1937年8月1日、第3期が始業。学生数は1272人であり、3個大隊と13個学員隊の他に老幹部軍事隊、青年軍事隊、老幹部遊撃訓練隊などがあった。第1大隊（大隊長：韓振紀）は軍事専業隊、第2大隊（大隊長：蘇振華、政治協理員：王赤軍）は政治専業隊、第3大隊（大隊長：劉忠任、政治協理員：李干輝）は青年隊であった。1938年3月から5月にかけて第3期生が続々と卒業し、すぐに戦場へと向かった。
1938年4月16日、第4期が始業。学生は5562人に増え、8個大隊43個学員隊が編成された。907人は八路軍と新四軍の幹部、4655人は中国各地からやって来た青年であり、その他にも東南アジアの華僑や朝鮮人、ベトナム人、日本人などがいた。同年8月1日、第1大隊及び第2大隊の学生が卒業。その他の隊の学生も12月に卒業した。
終戦後、中国共産党が制定した「向北発展、向南防御」の方針により、抗日軍政大学は幹部や軍隊と共に東北部へ移動した。1946年2月、安東省通化に設立し、東北民主連軍軍事政治大学に改名された。

## 分校

### 第1分校
1938年12月、第5期第5、第6大隊の全生徒と第3、第4大隊の一部を基幹に陝北公学と西北抗日青年訓練班の一部を統合して太行抗日根拠地で創設された。校長は何長工、副校長は周純全、政治部主任は黄欧東、訓練部長は韋国清。分校の中では最初に創設され、歴史は長く、規模も最大であった。

### 第2分校
1938年12月、晋察冀抗日根拠地において第5期第7大隊と第1大隊第4支隊と基幹に、第2、3、4大隊の一部と陝北公学栒邑分校、西北抗日青年訓練班及び中央組織部訓練班の一部を統合して組織された。校長は陳伯鈞、副校長は邵式平、政治部主任は袁子欽、訓練部長は徐徳操。

### 第3分校
1939年7月、抗大総校が延安を離れた後、延安に留まっていた第1、2、5大隊の一部と教職員を基幹に創設された。許光達、陳奇涵、郭化若が校長を務め、張振風が教育長、李逸民が政治部主任であった。第3分校は主に砲兵及び工兵幹部とロシア語の人材を育成していた。1941年10月、中共中央軍委は第3分校の軍事教育の力量を強めるため、延安の八路軍工程学校と砲兵教導営を編入した。同年11月21日、八路軍軍政学院の一部と合併して軍事学院に拡大した。

### 第4分校
1940年3月、新四軍第6支隊随営学校と抗日軍政大学総校華中派遣大隊を基幹に華中根拠地で創設された。校長は彭雪楓や張愛萍、副校長は呉芝圃や張震、教育長は方中鋒や劉清明、政治部主任は蕭望東や李干輝が務めた。1944年9月11日、校長兼新四軍第4師師長の彭雪楓が戦死すると、中共中央華中局と新四軍政治部は、第4分校を雪楓軍政学校に改名することを決定した。第4分校は5年ほど運営され、7期の学生を集めた。新四軍内の分校では、最も早く設立され、運営期間も長く、江南と華中地区の青年を多く引き入れた。

### 第5分校
1940年11月下旬、新四軍江北指揮部軍政幹部学校の一部と新四軍蘇北指揮部幹部学校、新四軍皖東幹部学校、抗大総校第2華中派遣大隊を基幹に、華中抗日根拠地で創設された。陳毅が校長兼政治委員、賴傳珠、馮定が副校長、謝祥軍が教育長、余立金が政治部主任、薛暮橋が訓練部長であった。塩城反掃蕩期間中は一部の学生は南下して蘇中東台地区で活動し、新四軍第1師幹部学校と合併して抗大蘇中大隊を編成した。
1941年10月、一部の幹部や教員を骨幹に新四軍第3師が到り、新しく第5分校が設立された。新四軍第3師師長の黄克誠が校長を兼任し、政治委員は呉勝坤、副校長は張興発、教育長は王信虎、政治部主任は唐克であった。元の第5分校は抗日軍政大学華中総分校に改称された。1942年、日本軍の掃蕩作戦で閉校するが、1944年夏に再び開校した。

### 第6分校
1940年11月、抗大総校から派出された9個の学員隊と八路軍第129師随営学校を基幹に、太行山抗日根拠地で創設された。

### 第7分校
1941年7月下旬、八路軍第120師教導団を基幹に、晋西北抗日根拠地で創設された。

### 第8分校
1941年5月、新四軍江北指揮部軍政幹部学校の一部を基幹に華中抗日根拠地で創設された。

### 第9分校
1942年5月、抗大蘇中大隊と新四軍第1師幹部学校を基幹に蘇中抗日根拠地で創設された。

### 第10分校
1942年2月、新四軍第5師随営学校を基幹に鄂豫辺根拠地で創設された。

### 太岳分校
1944年秋、山西省沁水において抗大太岳大隊を基幹に組織。

### 太行分校
1945年春、河北省渉県において抗大太行大隊を基幹に組織。